# Parathesis tomentosa
Parathesis tomentosa är en viveväxtart som beskrevs av Cyrus Longworth Lundell. Parathesis tomentosa ingår i släktet Parathesis och familjen viveväxter. Inga underarter finns listade i Catalogue of Life.